# Баб-эль-Уэд
Баб-эль-Уэд (араб. باب الوادي‎) — коммуна в городе Алжире, столице Алжира.
Расположен у побережья Алжирского залива к северу от центра города. По состоянию на 2008 год, население коммуны Баб-эль-Уэд составляло 64732 человека.

## История
Во времена Французского колониального правления Баб-эль-Уэд был заселён европейцами. Во время войны за независимость Алжира район Баб-эль-Уэд стал ареной ожесточённых боёв, где сторонники Секретной вооружённой организации, поддерживаемые жителями района, противостояли правительственным войскам. После обретения Алжиром независимости франкоалжирцы покинули этот район и он был заселён мусульманами.
Во время Гражданской войны в Алжире район был оплотом Исламского фронта спасения.